# Lijst van beelden in Waalwijk
Dit is een (onvolledige) chronologische lijst van beelden in Waalwijk. Onder een beeld wordt hier verstaan elk driedimensionaal kunstwerk in de openbare ruimte van de Nederlandse gemeente Waalwijk, waarbij beeld wordt gebruikt als verzamelbegrip voor sculpturen, standbeelden, installaties, gedenktekens en overige beeldhouwwerken.
Voor een volledig overzicht van de beschikbare afbeeldingen zie: Beelden in Waalwijk op Wikimedia Commons.

## Waalwijk
| Geplaatst | Omschrijving                  | Kunstenaar                      | Straat                              | Plaats   | Materiaal | Afbeelding |
| --------- | ----------------------------- | ------------------------------- | ----------------------------------- | -------- | --------- | ---------- |
| 1882?     | Calvarieberg                  |                                 | Burg. Verwielstraat (begraafplaats) | Waalwijk |           |            |
| 1897      | Sint Clemens                  |                                 | Loeffstraat 50 (kerk)               | Waalwijk |           |            |
| ca. 1918  | Sint Petrus en Sint Alphonsus | Hendrik van der Geld            | Sint Jansplein (kerk)               | Waalwijk |           |            |
| 1920      | Heilig Hartbeeld              | Atelier Van Bokhoven en Jonkers | Sint Antoniusplein                  | Waalwijk |           |            |
| 1925      | Heilig Hartbeeld              | Jan Custers & Alphons Custers   | Loeffstraat 50 (kerk)               | Waalwijk |           |            |
| 1927      | Onze Lieve Vrouw van Lourdes  | Atelier Van Bokhoven en Jonkers | Pastoor Van Kesselhof 18 (kerk)     | Waalwijk |           |            |
| 1931      | Arbeiders schoenfabriek       | Peter Roovers                   | Hoogeinde 35, Van Haren fabriek     | Waalwijk |           |            |
| 1932      | Koe en os                     | Lambertus Zijl                  | Raadhuisplein 2 (Raadhuis)          | Waalwijk |           |            |
| 1936      | Konijnen                      | Willem Brouwer                  | Burg. van der Klokkenlaan           | Waalwijk |           |            |
| 1941      | Heilig Hartbeeld              |                                 | Carmelietenstraat                   | Waspik   |           |            |
| 1949      | Monument voor de gevallenen   | John Rädecker                   | Burg. Moonenlaan (lpark)            | Waalwijk |           |            |
| 1952      | Leerlingen                    |                                 | Burg. Moonenlaan 5 (college)        | Waalwijk |           |            |
| 1968      | Burg. Moonen                  | Marie Eitink                    | Wijnruitstraat (school)             | Waalwijk |           |            |
| 1972      | Regenplastiek                 | Wim Suermondt                   | BaLaDe 7                            | Waalwijk |           |            |
| 1978      | Broeders van de Petrusschool  | Wim Suermondt                   | Mr. Troelstrapark                   | Waalwijk |           |            |
| 1979      | Schoenmaker                   | Sara Bosman                     | Loeffstraat 107                     | Waalwijk |           |            |
| 1980      | Dierenfiguren                 | Orhan Otay                      | Frans Halslaan 17 (school)          | Waalwijk |           |            |
| 1985      | Gymnastiekoefeningen          | Wim Suermondt                   | Van Duvenvoordestraat (gymzaal)     | Waalwijk |           |            |
| 1991      | De clown                      | Orhan Otay                      | Molenstraat 1                       | Waalwijk |           |            |
| 1999      | Michaël en de draak           |                                 | Pastoor Kuypersstraat               | Waalwijk |           |            |
| 2002      | God bless the child           | Peter van de Locht              | Zomerdijk (Drongelensche Veer)      | Waalwijk |           |            |
| 2004      | Looier en Schootwerker        | Ad van Wees, Jack Verhulst      | Elzenweg 25 (museum)                | Waalwijk |           |            |
| 2004      | Monument Waalwijk 700         | Astrid Veldhuyzen               | Raadhuisplein 2 (voortuin)          | Waalwijk |           |            |
| 2004      | Vredesmonument                | Astrid Veldhuyzen               | Vredesplein                         | Waalwijk |           |            |
| 2005      | Thuisvlucht (2)               | Jan Meynard van Emst            | President Steynstraat               | Waalwijk |           |            |
| 2006      | Thuisvlucht (1)               | Jan Meynard van Emst            | Steve Bikostraat                    | Waalwijk |           |            |
| 2012      | Zwaaiende vrouw met kind      | Astrid Koppen                   |                                     | Waalwijk |           |            |
|           | Paard                         | Orhan Otay                      | De Els (voor C&A)                   | Waalwijk |           |            |
|           | Winkelende mensen             |                                 | De Els (voor Dixons)                | Waalwijk |           |            |
|           | Monument ongedoopte kinderen  |                                 | Bloemendaalseweg 38 (Monuta)        | Waalwijk |           |            |
|           | Monument V1                   |                                 | Grotestraat                         | Waalwijk |           |            |
|           | onbekend                      |                                 | Hertog Janstraat (rotonde)          | Waalwijk |           |            |